# Canthocamptus glacialis
Canthocamptus glacialis är en kräftdjursart som beskrevs av Wilhelm Lilljeborg 1902. Canthocamptus glacialis ingår i släktet Canthocamptus och familjen Canthocamptidae. Inga underarter finns listade i Catalogue of Life.